# Apolonia z Aleksandrii

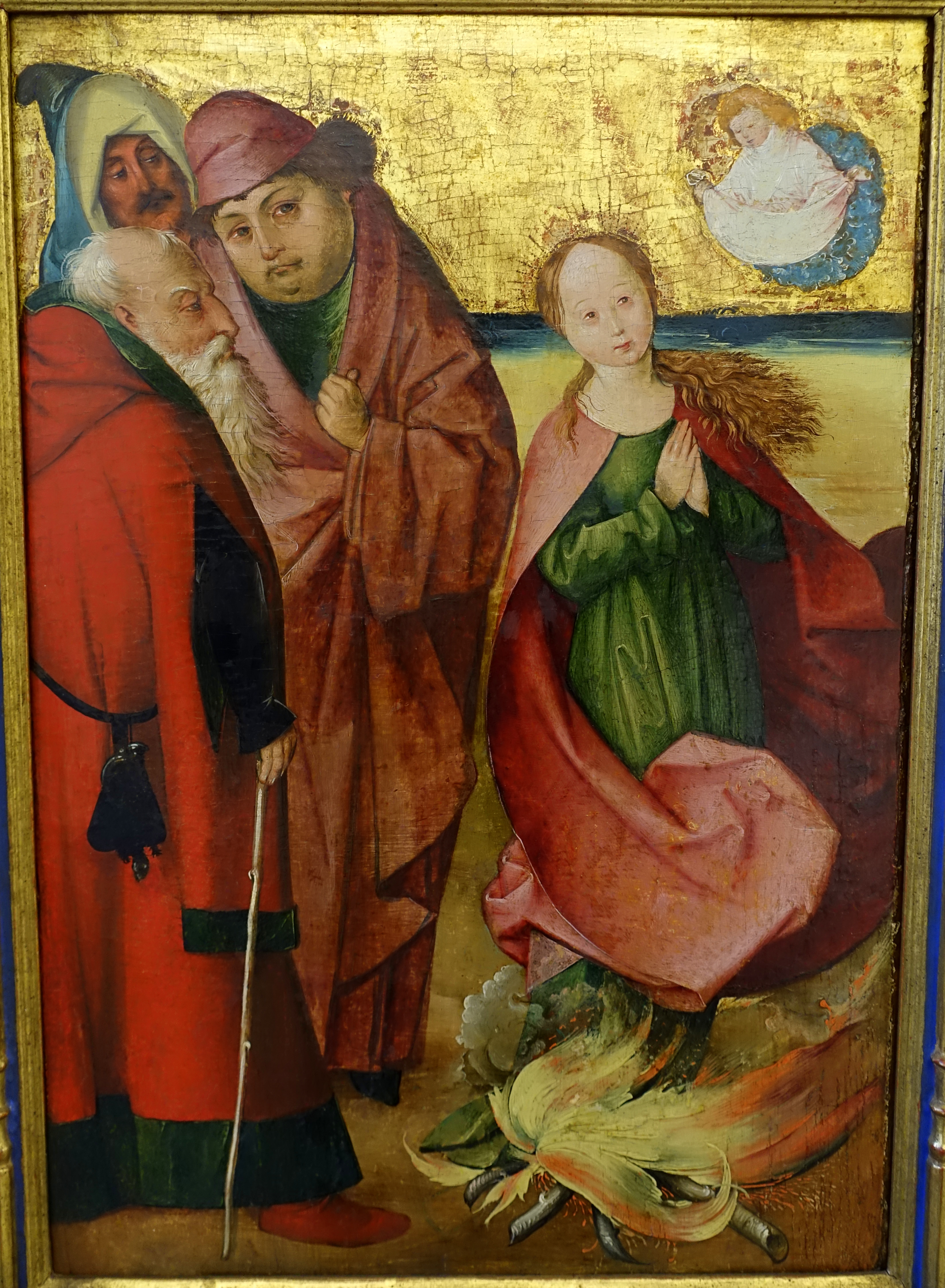
Męczeństwo świętej Apolonii Aleksandryjskiej

Apolonia z Aleksandrii (ur. w Aleksandrii, zm. 249 tamże) – dziewica, męczennica i święta Kościoła katolickiego.

Jej męczeństwo zostało opisane w jednym z listów św. Dionizego Wielkiego. Zginęła podczas prześladowań chrześcijan. Była już w podeszłym wieku. Poganie „zmiażdżyli jej szczęki i powybijali wszystkie zęby”, a następnie za miastem zapalili wielki stos i zagrozili, że ją spalą, jeśli nie wyrzeknie się wiary. Apolonia poprosiła o chwilę do namysłu, a następnie sama weszła do ognia.

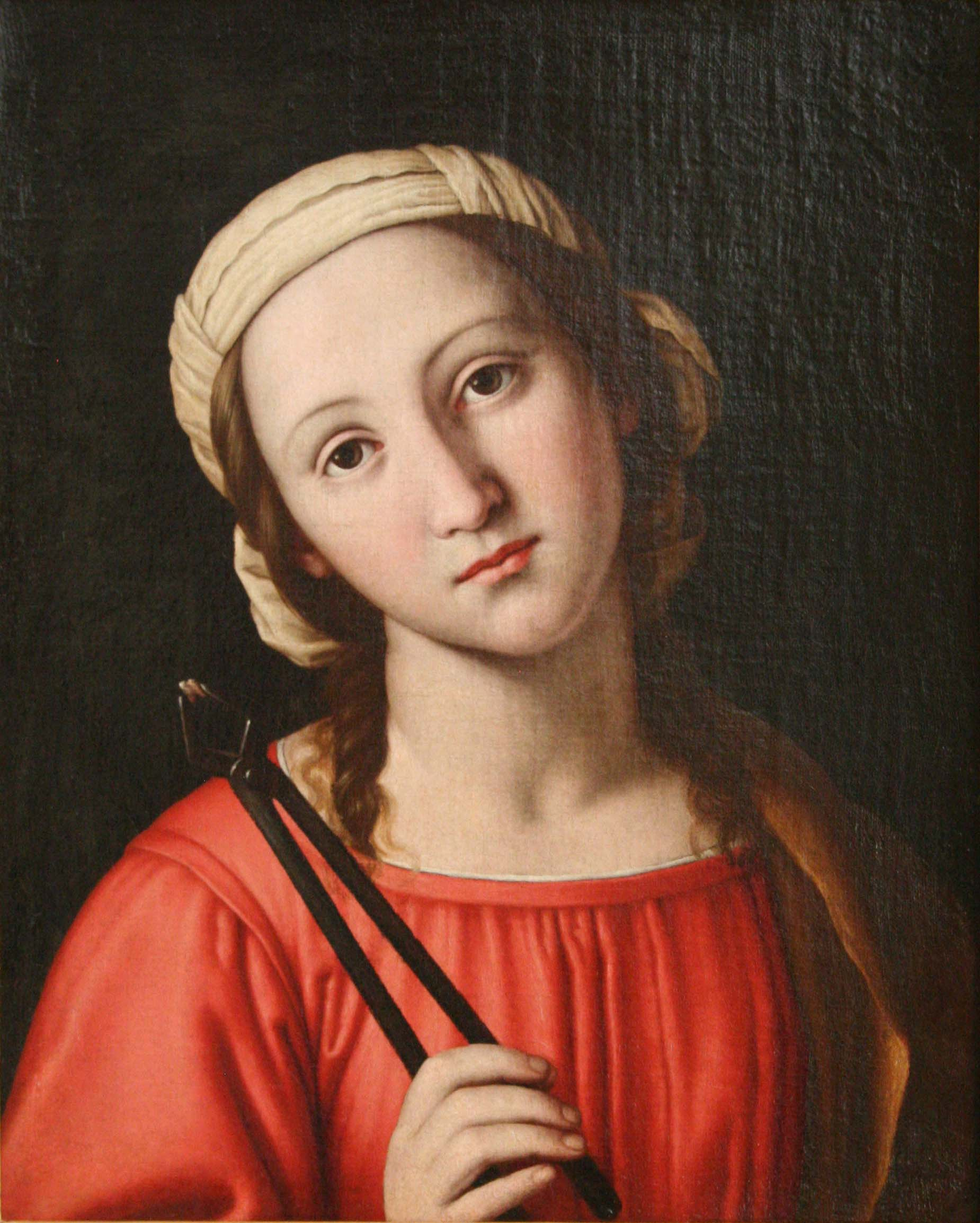
Atrybutem Apolonii są obcęgi, którymi wyrwano jej zęby
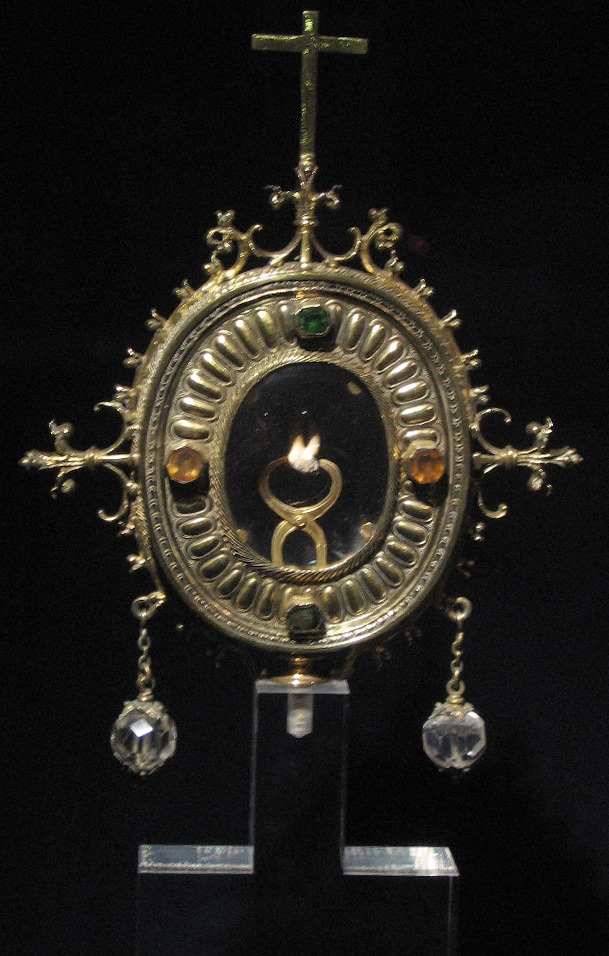
Relikwiarz z zębem św. Apolonii, katedra w Porto, Portugalia

## Kult

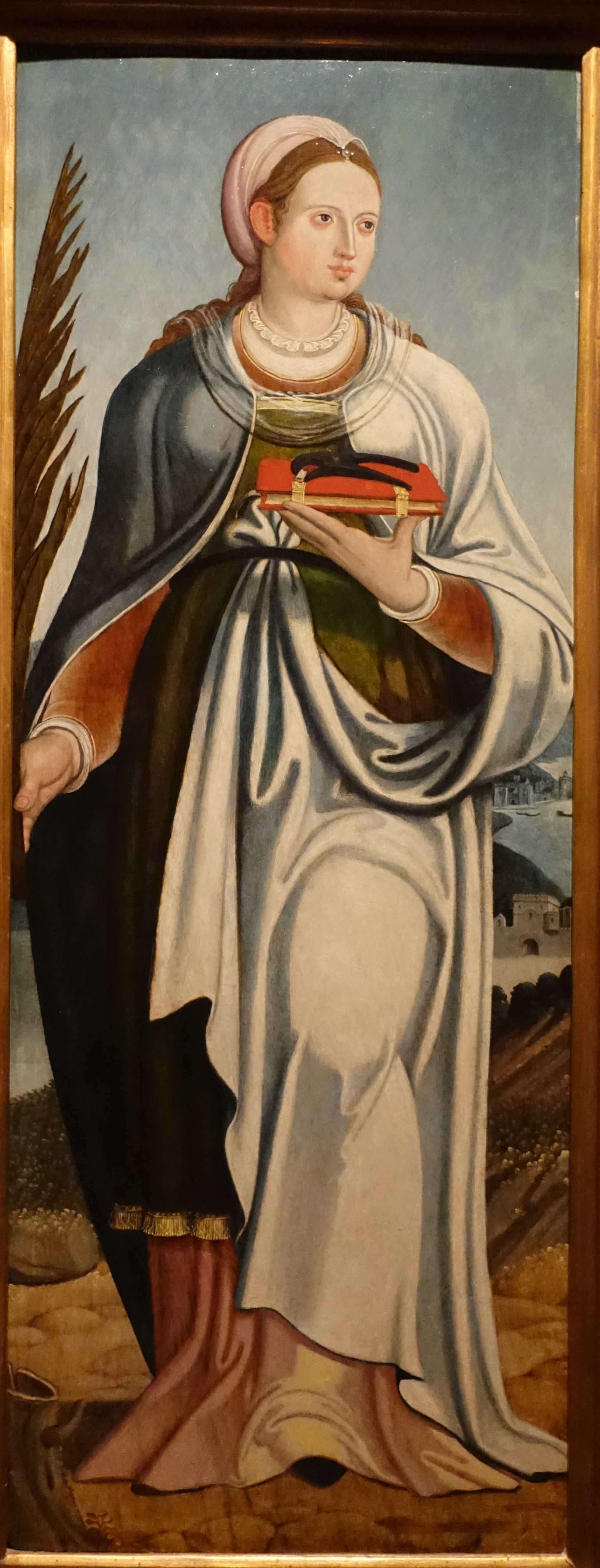
Tradycyjne przedstawienie świętej Apolonii

Jest patronką stomatologów. Przyzywana jest jako patronka przy bólach zębów oraz chorobach jamy ustnej.
Jej wspomnienie liturgiczne obchodzone jest 9 lutego.
W ikonografii przedstawiana jako młoda kobieta z palmą oraz kleszczami z wyrwanym zębem.
Atrybuty św. Apolonii to: korona, księga, palma męczeństwa oraz stos (na którym spłonęła).
Relikwie św. Apolonii to głównie pojedyncze zęby lub odłamki kości. Znaczna część jej relikwii była przechowywana w nieistniejącym już kościele św. Apolonii w Rzymie, jej głowa w bazylice NMP na Zatybrzu, ręce w bazylice św. Wawrzyńca za Murami, a pozostałe relikwie w kościele jezuitów w Antwerpii, w Brukseli, w katedrze w Porto i w Kolonii. Ze względu na liczebność wątpliwa jest autentyczność relikwii.
Parafia św. Apolonii w Borkowie Kościelnym jest jedyną w Polsce parafią noszącą imię tej świętej. Od 9 lutego 2025 r. tamtejszy kościół (w Borkowie Kościelnym) został podniesiony do godności sanktuarium św. Apolonii, gdzie umieszczono relikwie św. Apolonii sprowadzone z Mediolanu. 